# Eoargiolestes ochraceus
Eoargiolestes ochraceus là loài chuồn chuồn trong họ Argiolestidae. Loài này được Montrousier mô tả khoa học đầu tiên năm 1864.